# Čchŏngjang
Okres Čchŏngjang (korejsky 청양군 – Čchŏngjang gun) je okres v provincii Jižní Čchungčchong v Jižní Koreji. Má rozlohu přes 479 čtverečních kilometrů a k roku 2019 v něm žilo přes dvaatřicet tisíc obyvatel.

## Poloha
Čchŏngjang leží ve středu Jižního Čchungčchongu. Sousedí na severu s Jesanem, na východě s Kongdžu, na jihu s Pujo, na západě s Porjongem a na severozápadě s Hongsŏngem.

## Rodáci
- Kim Hjesu (* 1970), herečka
- I Čchŏnhŭi (* 1949), herec